# Cabinet du président de la République française
Pour les articles homonymes, voir Cabinet.
Le cabinet du président de la République française constitue l'équipe de conseillers au service du chef de l'État français pour l'assister dans ses prises de décisions. 
Il a à sa tête le secrétaire général de l'Élysée et comprend le chef de l'état-major particulier, le conseiller diplomatique ainsi qu'un certain nombre de conseillers. 
Mis en place sous la IIIe République, le cabinet du président sera conservé sous la IVe puis la Ve bien qu'aucune règle de droit positif n'en fasse mention.

## Composition et fonctionnement
Aucune règle juridique n'encadre la composition et l'organisation du secrétariat général de la présidence, laissées ainsi à la discrétion du chef de l'État. Bien que parfois présenté comme un « gouvernement bis », les moyens du secrétariat général sont dans les faits assez limités, ne possédant ni sources d'information ni moyens d'action propres. 
Après l'élection de François Mitterrand en 1981, les hauts fonctionnaires ne constituent que le tiers environ des effectifs du cabinet (composé de 34 membres au total), soit « du jamais vu sous la Ve République » ; les énarques représentent quant à eux le quart des effectifs,.
Sous François Hollande, 35 % des membres ont achevé leur formation à l’ENA, ce qui en fait la formation la plus représentée ; la proportion de femmes a évolué entre 15 % et 25 % et l'âge moyen de 49 ans.
Le fonctionnement du cabinet et des services de l'Élysée a fait l'objet d'un audit conduit par un cabinet de conseil, à la demande du président Emmanuel Macron, entre janvier et juillet 2018, pour proposer un nouveau mode de fonctionnement de la présidence. Les travaux se sont achevés quelques semaines avant que l'affaire Benalla éclate. 
Au 31 décembre 2017, le cabinet est composé de 43 membres, ainsi que de 63 personnes au secrétariat. S'y ajoutent 28 personnes à l'État-major particulier et 688 personnes dans les services, ce qui donne un total de 822 agents exprimés en équivalent temps plein à la présidence.

### Secrétaire général
Ne doit pas être confondu avec le secrétaire général du gouvernement
Aucun texte officiel ne prévoit ni l'existence ni les attributions du Secrétaire général au sein de la présidence de la République. De ce fait, son rôle et son influence varient d'une présidence à l'autre. Dans la pratique, ses attributions sont les suivants :
- la direction et la coordination des membres du cabinet présidentiel ;
- la coordination des décisions présidentielles avec les actions du Gouvernement et de l'ensemble des administrations publiques ;
- l'information du président ;
- l'annonce de la composition du Gouvernement lors de sa nomination ;
- la rédaction au terme de chaque réunion du Conseil des ministres, avec le secrétaire général du Gouvernement, d'un relevé de décisions et d'un compte-rendu intégral des délibérations qui ne sont pas rendus publics[8] ;
- enfin il peut prendre de lui-même certaines décisions dont il estime qu’elles vont dans le sens de la politique du président mais qui ne méritent pas d’être portées à son attention[9].

### Directeur de cabinet
À la présidence, le directeur de cabinet a une fonction plus administrative que dans les ministères. En effet, le rôle traditionnel d'un directeur de cabinet est exercé ici par le secrétaire général et les conseillers auprès du président.
Il suit en particulier les questions intérieures, de sécurité, de réforme de l'État ainsi que les nominations des préfets.
Certains directeurs de cabinet ont été représentants personnels du président en tant que coprince d'Andorre.
Le directeur de cabinet du président de la République est chargé de la gestion interne de la présidence de la République, notamment les questions budgétaires, de ressources humaines et de sécurité. Le directeur général des services, qui dirige les services civils de la présidence (intendance, protocole, audiovisuel, archives, etc.) est sous l'autorité du directeur de cabinet. Cette fonction a existé durant la présidence de Nicolas Sarkozy, et est recréée en 2019.

### Conseiller spécial et conseillers auprès du président
Les conseillers directs du président sont généralistes et ne sont pas affectés à un domaine particulier. Ils n’appartiennent pas à la hiérarchie organisée autour du secrétaire général, ce qui a pour effet de doubler (voire de concurrencer) le conseil et la source d’information.

### Conseiller diplomatique

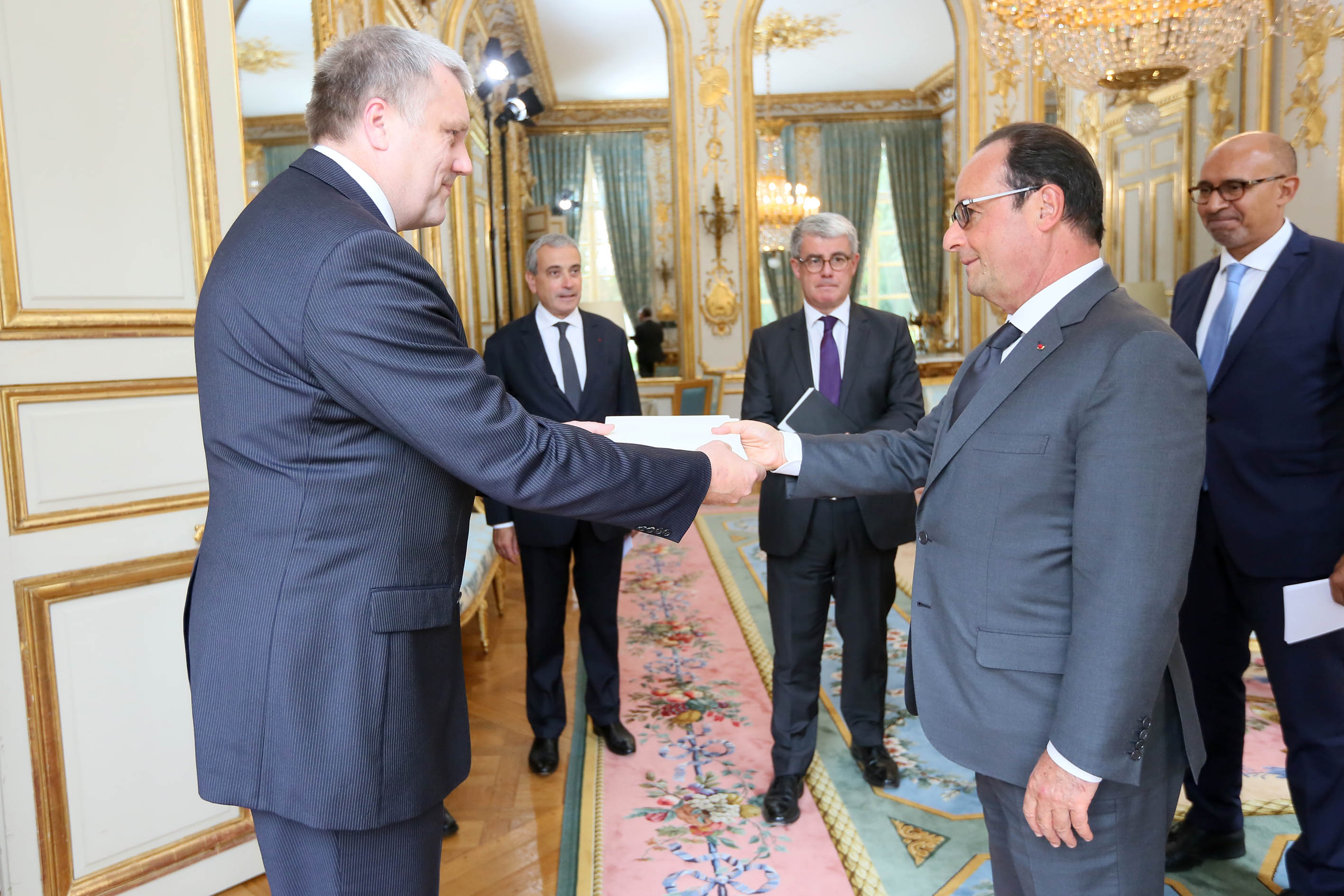
L'ambassadeur d'Estonie Alar Streimann remet ses lettres de créance à François Hollande le 8 septembre 2015. Au second plan : Jacques Audibert, conseiller et sherpa et Harlem Désir.

Le conseiller diplomatique et sherpa du président est chargé d'animer la cellule diplomatique qui fournit au chef de l'État des informations sur l'actualité à l'international et la diplomatie française. C'est un diplomate expérimenté. En 2022, Guy Lagache documente l'action d'Emmanuel Bonne et de la cellule diplomatique dans le téléfilm Un président, l’Europe et la guerre.

### Autres fonctions
Durant une période de cohabitation, le cabinet du président de la République est le dernier organe politique de la couleur politique du président. Les présidents s'appuient alors sur lui pour obtenir des informations sur l'évolution des dossiers traités par le Gouvernement.
Le chef de cabinet gère l'agenda du président et organise tous ses déplacements. La « chefferie » est constituée en 2017 d'une équipe de direction de quatre personnes, d'une équipe secrétariat-logistique de huit personnes, et du service de la correspondance présidentielle de 71 agents.
L'état-major particulier du président de la République française est l'équivalent du cabinet militaire du Premier ministre et du ministre de la Défense. Il comprend les aides de camp du président.
Nommé par décret en conseil des ministres, le coordonnateur national du renseignement et de la lutte contre le terrorisme conseille le président de la République dans le domaine du renseignement et de la lutte contre le terrorisme. Il coordonne l'action et s'assure de la bonne coopération des services spécialisés constituant la communauté française du renseignement.
Certains présidents ont nommé un porte-parole. Valéry Giscard d'Estaing a décidé en 1977 que son porte-parole assisterait au Conseil des ministres dans le but d'« améliorer l'information de l'opinion sur les travaux du gouvernement ». Ce ne fut plus le cas au début de l'exercice de son successeur François Mitterrand, mais il fut réintégré dans les séances en 1982. La fonction a existé durant une partie du quinquennat de Nicolas Sarkozy, puis de celui d’Emmanuel Macron.
Les autres collaborateurs du président sont spécialisés dans un domaine des politiques publiques (industrie, écologie, culture, outre-mer, élections, enseignement, etc.) et chargés à la fois de conseiller le président dans ce domaine, d'écrire ses discours ou ses interventions le cas échéant et de superviser l'activité du(des) ministère(s) concerné(s) afin de vérifier qu'il y a cohérence entre les axes politiques définis par le président et leur traduction concrète dans le travail administratif. Par exemple, le conseiller à la justice est chargé de conseiller le président pour tout ce qui touche aux questions judiciaires, aux professions du droit, à la législation pénale et aux prisons, d'assurer la liaison avec le cabinet du garde des Sceaux, d'en suivre le travail et d'en tenir au courant le secrétaire général. Ces conseillers dits subalternes dépendent du secrétaire général et n'ont généralement pas un accès direct au chef de l'État. Le secrétaire général adjoint fait partie de ces conseillers.
D'autres sont regroupés sous l'autorité d'un seul au sein de structures informelles. C'est le cas par exemple de la « cellule diplomatique » qui regroupe sous les ordres du conseiller diplomatique une dizaine de conseillers et conseillers techniques chargés des dossiers internationaux et des grandes régions de la planète. Cette cellule diplomatique a été plusieurs fois critiquée et remise en question puisque, à l'instar du secrétaire général de la présidence, elle travaille sur des dossiers relevant habituellement de la compétence du ministère des Affaires étrangères.
Durant le quinquennat d’Emmanuel Macron, il existe une dizaine de conseillers communs au président de la République et au Premier ministre.

## Statut des membres du cabinet
Depuis les lois relatives à la transparence de la vie publique de 2013, les collaborateurs du président de la République adressent au président de la Haute Autorité pour la transparence de la vie publique une déclaration de situation patrimoniale et une déclaration d'intérêts. Depuis 2017, les membres de la famille du président ne peuvent faire partie de son cabinet. Toutefois certains agents sont nommés comme « chargés de mission » sans que cela soit publié au Journal officiel et échappent ainsi à ces déclarations. Cette situation a été régularisée après l'affaire Benalla.
Par tradition, les membres de l’équipe diplomatique ainsi que de la chefferie de cabinet, même s'ils ne sont pas diplomates, peuvent disposer d'un passeport diplomatique.
À l'occasion de l'affaire des sondages de l'Élysée, un arrêt de la Cour de cassation, rendu le 19 décembre 2012, estime qu'« aucune disposition constitutionnelle, légale ou conventionnelle ne prévoit, [contrairement au président] l'immunité ou l'irresponsabilité pénale des membres du cabinet du président de la République ». En pratique, il pèse sur eux une responsabilité politique de fait mais leur responsabilité pénale s'oppose à la difficulté de la preuve, imputable à la complexité des circuits décisionnels.
Les membres du cabinet ont pour la plupart leurs bureaux dans le bâtiment principal du Palais de l'Élysée, à proximité du bureau du président (notamment pour les membres de l'équipe rapprochée ou du pôle politique), mais également dans les annexes de la présidence, rue de l'Élysée, au no 2 pour la cellule diplomatique ou aux no 4 et no 14 pour certains conseillers techniques (le no 14 abritant également les bureaux de l'état-major particulier).
Certains membres du cabinet ont un logement de fonction au palais de l'Alma, situé quai Branly dans le 7e arrondissement de Paris .

## Liste des personnalités ayant occupé des fonctions au cabinet du président

### IIeetIIIeRépubliques
| Président                | Secrétaire général                                                                        |
| ------------------------ | ----------------------------------------------------------------------------------------- |
| Louis-Napoléon Bonaparte | - Auguste Chevalier (1849-1851)                                                           |
| Adolphe Thiers           | - Jules Barthélemy-Saint-Hilaire (1871-1873)                                              |
| Patrice de Mac Mahon     | - Emmanuel d'Harcourt (1873-1878)                                                         |
| Jules Grévy              | - François Pittié (1879-1886) - Joseph Brugère (1886-1887)                                |
| Sadi Carnot              | - Joseph Brugère (1887-1892) - Léon Borius (1892-1894)                                    |
| Jean Casimir-Perier      | - Jean-Paul Lafargue (1894-1895) - Charles Tournier (1895-1895)                           |
| Félix Faure              | - Charles Tournier (1895-1897) - Alexis Hagron (1897-1899) - Maurice Bailloud (1898-1899) |
| Émile Loubet             | - Maurice Bailloud (1899-1901) - Émile Dubois (1900) - Abel Combarieu (1900-1906)         |
| Armand Fallières         | - Jean Lanes (1906-1912) - Henri Collignon (1912-1913)                                    |
| Raymond Poincaré         | - Félix Decori (1913-1915) - Olivier Sainsère (1915-1920)                                 |
| Paul Deschanel           | - Adolphe Pichon (1920)                                                                   |
| Alexandre Millerand      | - Eugène Petit (1920-1924)                                                                |
| Gaston Doumergue         | - Jules Michel (1924-1931)                                                                |
| Paul Doumer              | - Georges Huisman (1931-1932)                                                             |
| Albert Lebrun            | - André Magre (1932-1939)                                                                 |

### IVeetVeRépubliques
| Président                | Secrétaire général                                                                                             | Secrétaire général adjoint | Conseiller spécial | Directeur de cabinet |
| ------------------------ | --- | --- | --- | --- |
| Vincent Auriol           | - Jean Forgeot (1947-1954)                                                                                     | Paul Auriol (1947-1954) | | Jacques Kosciusko |
| René Coty                | - Charles Merveilleux du Vignaux (1954-1959)                                                                   | | | |
| Charles de Gaulle        | - Geoffroy Chodron de Courcel (1959-1962) - Étienne Burin des Roziers (1962-1967) - Bernard Tricot (1967-1969) | | - Olivier Guichard - Pierre Lefranc | - René Brouillet (1959-1961) - Georges Galichon (1961-1967) - Xavier de la Chevalerie (1967-1969)                             |
| Alain Poher (intérim)    | - Bernard Beck (1969)                                                                                          | | | |
| Georges Pompidou         | - Michel Jobert (1969-1973) - Édouard Balladur (1973-1974)                                                     | - Édouard Balladur (1969-1973) - Jean-René Bernard (1973-1974) | - Pierre Juillet - Marie-France Garaud | - vacant de 1969 à 1973 - Anne-Marie Dupuy (1973-1974)                                                                        |
| Alain Poher (intérim)    | - Bernard Beck (1974)                                                                                          | | | |
| Valéry Giscard d'Estaing | - Claude Pierre-Brossolette (1974-1976) - Jean François-Poncet (1976-1978) - Jacques Wahl (1978-1981)          | - Yves Cannac (1974-1978) - Jacques Wahl (1978) - François de Combret (1978-1981) | Chargé de mission auprès du président de la République : Jean Serisé | (fonction supprimée) |
| François Mitterrand      | - Pierre Bérégovoy (1981-1982) - Jean-Louis Bianco (1982-1991) - Hubert Védrine (1991-1995)                    | - Jacques Fournier (1981-1982) - Christian Sautter (1982-1985) - Michèle Gendreau-Massaloux (1985-1988) - Christian Sautter (1988-1990) - Anne Lauvergeon (1990-1995)                                                                              | Conseiller spécial auprès du président : Jacques Attali Chargé de mission auprès du président de la République : François de Grossouvre (1981-1985)                                                                                      | - André Rousselet (1981-1982) - Jean-Claude Colliard (1982-1988) - Gilles Ménage (1988-1992) - Pierre Chassigneux (1992-1995) |
| Jacques Chirac           | - Dominique de Villepin (1995-2002) - Philippe Bas (2002-2005) - Frédéric Salat-Baroux (2005-2007)             | - Jean-Pierre Denis (1995-1997) - Olivier Dutheillet de Lamothe (1997-2000) - Philippe Bas (2000-2002) - Frédéric Salat-Baroux (2002-2005) - Frédéric Lemoine (2002-2004) - Augustin de Romanet (2005-2006) - Marie-Claire Carrère-Gée (2006-2007) | Conseiller du président : Jérôme Monod (de 2000 à la fin du mandat,) | - Bertrand Landrieu (1995-2002) - Michel Blangy (2002-2007)                                                                   |
| Nicolas Sarkozy          | - Claude Guéant (2007-2011) - Xavier Musca (2011-2012)                                                         | - François Pérol (2007-2009) - Xavier Musca (2009-2011) - Jean Castex (2011-2012) | - Henri Guaino (2007-2012) - Patrick Buisson n'a pas de poste officiel mais est consultant | - Emmanuelle Mignon (2007-2008) - Christian Frémont (2008-2012)                                                               |
| François Hollande        | - Pierre-René Lemas (2012-2014) - Jean-Pierre Jouyet (2014-2017)                                               | - Emmanuel Macron (2012-2014) - Nicolas Revel (2012-2014) - Boris Vallaud (2014-2016) - Thomas Cazenave (2017) | - Conseiller politique : Aquilino Morelle (2012-2014) - Conseiller chargé des relations avec le Parlement et les élus : Vincent Feltesse (2014 -2017) - Conseiller chargé de la Presse et communication : Gaspard Gantzer (2014 -2017)   | - Sylvie Hubac (2012-2015) - Thierry Lataste (2015-2016) - Jean-Pierre Hugues (2016-2017)                                     |
| Emmanuel Macron          | - Alexis Kohler (2017-2025) - Emmanuel Moulin (depuis 2025)                                                    | - Anne de Bayser (2017-2020) - Pierre-André Imbert (2020-2023) - Émilie Piette (depuis 2023) - Constance Bensussan (d) (depuis 2025) | - Ismaël Emelien (2017-2019) - Pierre-Olivier Costa (d) (2017-2022) - Philippe Grangeon (2019 -2020) - Clément Léonarduzzi (2021-2022) - Frédéric Michel (2022) - Tristan Bromet (d) (depuis 2023) - Constance Bensussan (d) (2023-2025) | - Patrick Strzoda (2017-2023) - Patrice Faure (depuis 2024)                                                                   |

Parmi les secrétaires généraux :
- Édouard Balladur, Pierre Bérégovoy et Dominique de Villepin ont par la suite exercé la fonction de Premier ministre ;
- Michel Jobert, Jean François-Poncet, Hubert Védrine et Dominique de Villepin ont par la suite exercé la fonction de ministre des Affaires étrangères ;

Parmi les secrétaires généraux adjoints :
- Emmanuel Macron a par la suite exercé la fonction de Président de la République française.
- Édouard Balladur et Jean Castex ont par la suite exercé la fonction de Premier ministre ;
- Édouard Balladur, Christian Sautter et Emmanuel Macron ont par la suite exercé la fonction de ministre de l'Économie et des Finances